# Oliarus fasciolata
Oliarus fasciolata är en insektsart som beskrevs av Stsl 1855. Oliarus fasciolata ingår i släktet Oliarus och familjen kilstritar. Inga underarter finns listade i Catalogue of Life.